# لحظات الوجود (مقالات)
لحظات الوجود عبارة عن مجموعة من مقالات السّيرة الذّاتية الّتي نشرت بعد وفاتها بقلم فيرجينيا وولف. تمّ العثور على المجموعة لأوّل مرّة في أوراق زوجها، والتي استخدمها كوينتن بيل في سيرته الذّاتية عن فرجينيا وولف، والّتي نُشرت عام 1972. في عام 1976، تمّ تحرير المقالات للنّشر من قبل جين شولكيند. وصدرت الطّبعة الثانية عام 1985. النّصوص الأصلية موجودة الآن في جامعة ساسكس وفي المكتبة البريطانية في لندن.

## عنوان
تمّ اختيار عنوان المجموعة من قبل محرّرتها الأصليّة، جين شولكيند، بناءً على مقطع من "رسم للماضي". كما وصفتها وولف، فإنّذ "لحظات الوجود" هي لحظات يختبر فيها الفرد إحساسًا بالواقع، على عكس حالات "الّلاوجود" الّتي تهيمن على معظم الحياة الواعية للفرد، والّتي يتمّ فيها فصله عن الواقع خلال غطاء واقي. يمكن أن تكون لحظات الوجود نتيجة لحالات الصّدمة أو الاكتشاف أو الوحيّ.

## محتويات
تتكون لحظات الوجود من خمس مقالات عن السيرة الذاتية:
1. "ذكريات" (1907)
2. " مخطط للماضي " (1939-1940)
3. "22 بوابة هايد بارك" (1920–1)
4. "أولد بلومزبري" (1921–2)
5. "هل أنا متكبر؟" (1936)

"22 بوابة هايد بارك" و"أولد بلومزبري" و"هل أنا متعجرف؟" كُتبت لنادي المذكّرات، هي مجموعة تشكّلت في عام 1920 على يد مولي ماكارثي والّتي اجتمعت لتقديم أوراق سيرة ذاتيّة صادقة.